# Gåstjärnen (Söderala socken, Hälsingland)
Gåstjärnen är en sjö i Söderhamns kommun i Hälsingland och ingår i Ljusnans huvudavrinningsområde.